# 카지노 (1995년 영화)
《카지노》(Casino)는 1995년 개봉한 미국의 영화이다. 마틴 스코세이지 감독이 연출하고 로버트 드 니로, 샤론 스톤, 조 페시가 주연을 맡았다. 1970년대와 1980년대 라스베이거스의 어두운 세계를 심도 있게 탐구하는 범죄 영화이다. 이 영화의 중심 테마는 도박, 돈, 권력에 대한 갈망이 어떻게 사람들을 부패시키고 결국 모든 것이 붕괴로 이어질 수 있는지에 대한 이야기이다.

## 줄거리
샘 "에이스" 로스틴(로버트 드 니로)이라는 한 도박장이 관리자의 이야기를 다룬다. 에이스는 시카고 마피아와 연관되어 라스베이거스에서 큰 도박장을 운영하게 되는데 그는 뛰어난 경영 능력으로 도박장의 수익을 최대화하는 데 성공한다. 그러나 일이 점차 복잡해지고 에이스는 그의 비즈니스 파트너들과 개인적인 관계에서 오는 압박을 경험하게 된다.
영화는 에이스와 그의 친구인 니키(조 페시), 그리고 에이스의 연인인 진(샤론 스톤) 사이의 얽힌 관계를 중심으로 전개된다. 니키는 폭력적이고 충동적인 성격을 가진 인물로 도박장에서 돈을 빼내려는 여러 범죄 행위에 연루된다. 또한 진은 에이스에게 깊은 감정을 가지지만 그녀의 욕망과 욕심은 결국 파국으로 이어진다.

## 주요 테마와 메시지
카지노는 도박이 단순한 오락이 아니라 인간의 탐욕과 권력 욕구를 드러내는 수단이 될 수 있음을 보여준다. 영화 속 등장인물들은 점차 자신들의 욕망에 의해 지배되고 이는 그들이 쌓아온 성공과 권력을 붕괴시키는 원인이 된다. 에이스는 처음에는 냉철하고 이성적으로 일을 처리하지만 점점 감정적으로 흔들리며 그의 사업과 개인 생활이 나락으로 떨어진다.
또한 영화는 라스베이거스의 도박 산업이 어떻게 마피아와 결탁하며 운영되었는지를 사실적으로 묘사한다. 1970년대와 1980년대 라스베이거스의 화려한 외관 뒤에 숨겨진 부패와 범죄의 실체를 드러내며 카지노의 운영이 단순한 게임이 아닌 거대한 범죄의 일환으로 이루어졌음을 보여준다.
카지노는 단순한 도박 영화가 아니라 인간의 욕망과 부패를 심도 있게 탐구하는 작품이다. 스코세이지 감독은 이를 통해 권력과 돈이 인간을 어떻게 변질시키는지를 고찰하며 결국 그 모든 것이 어떻게 무너지는지를 그린다. 이 영화는 도박과 관련된 영화 중에서도 가장 강렬하고 현실적인 작품으로 인간의 심리와 사회의 부패를 이야기하는 강력한 메시지를 전달한다.

## 출연진
- 로버트 드 니로 - 샘 "에이스" 로스스틴
- 샤론 스톤 - 진저 매케나
- 조 페시 - 니키 샌토로
- 제임스 우즈 - 레스터 다이아몬드
- 돈 리클스 - 빌리 셔버트
- 앨런 킹 - 앤디 스톤
- 케빈 폴락 - 필립 그린
- L.Q. 존스 - 팻 웨브
- 딕 스모더스 - 해리슨 로버츠 상원의원
- 프랭크 빈센트 - 프랭크 마리노
- 존 블룸 - 돈 워드
- 파스콸레 카하노 - 리모 개지
- 멀리사 프로핏 - 제니퍼 샌토로
- 빌리 앨리슨 - 존 낸스
- 비니 벨라 - 아티 피스카노
- 필립 서리아노 - 도미닉 샌토로
- 에리카 본테이건 - 에이미 로스스틴
- 리처드 리엘 - 찰리 클라크

## 기타
- 원작자: 니콜라스 필레기
- 협력프로듀서: 조셉 P. 라이디
- 미술: 단테 페레티
- 타이틀: 솔 바스
- 의상: 존 A. 던
- 의상: 리타 라이악
- 배역: 엘렌 루이스